# Сарториус, Джейкоб
Рольф Дже́йкоб Сарто́риус (англ. Rolf Jacob Sartorius; род. 2 октября 2002, Талса, Оклахома, США) — американский исполнитель и интернет-знаменитость, который стал популярен в социальных сетях, таких как TikTok и musical.ly, публикуя в них короткие видеоролики, где он исполняет различные хиты под фонограмму. В 2016 году он выпускает свой дебютный сингл Sweatshirt, которому удалось дебютировать в канадском и американском отделениях Billboard Hot 100. По итогам 2016 года Джейкоб расположился на девятом месте по количеству поисковых запросов среди музыкальных исполнителей в Google.
20 января 2017 года Сарториус выпускает свой дебютный мини-альбом под названием The Last Text, который содержит в себе 8 песен. Релиз сумел войти в главные альбомные чарты Канады, США, Новой Зеландии, Шотландии, Австралии и Ирландии. В этот же год он отправляется в своё первое мировое турне. После этого он выпускает свой второй мини-альбом Left Me Hangin', а в ноябре 2018 года и третий, который получил название Better With You. Две последние пластинки не сумели войти ни в один чарт.

## Личная жизнь
Сарториус родился в Талсе, Оклахома. Сразу же после рождения он был усыновлен другой семьей в Виргинии, так как его биологические родители были не в состоянии позаботиться о ребенке. Джейкоб вырос в небольшом городе Рестон. В возрасте семи лет он начал играть в музыкальном театре, где сразу же понял, насколько сильно он любит выступать перед публикой. Там же он встретился с первыми оскорблениями в его сторону.
Свой первый видеоролик Джейкоб загрузил в Vine в 2014 году, когда ему было 11 лет. Там он обрел большую популярность после своего видео, в котором просил остановить буллинг в его сторону. Спустя год он зарегистрировался в musical.ly, где его успех начал набирать большие обороты. Его видеоклипы, где он исполнял многочисленные хиты под фонограмму, стали очень популярны и именно благодаря им он стал единственным человеком в musical.ly, который имел больше 14 миллионов подписчиков.

Из-за своей популярности Сарториусу пришлось сменить три школы. Причиной этому послужили травли его одноклассников, которые 'толкали его, преследовали и морально унижали'. Тем не менее, по словам самого Джейкоба, социальные сети стали выходом из этой ситуации.
«До musical.ly я не был особо общительным. Он помог мне заняться тем, чем хочу я, немного побездельничать. Там мало кому интересно, что происходит за камерой».
2 февраля 2019 года Сарториус под одним из своих постов в Instagram рассказал, что принимал анти-депрессанты и терапию в возрасте одиннадцати лет.

## Карьера

### Начало карьеры,T3MGиAll My Friends Tour(2016)

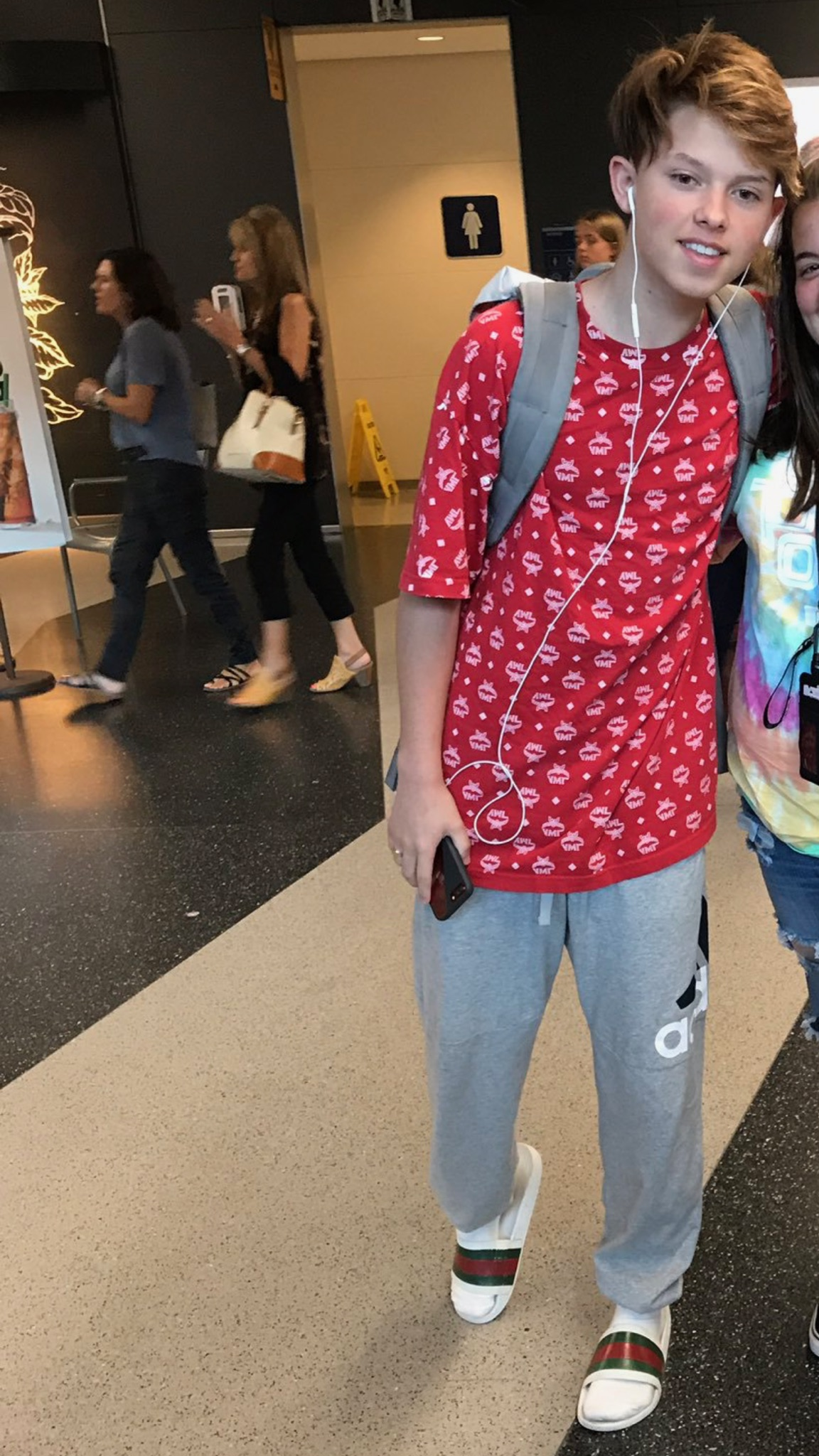
Сарториус в 2017 году

После того, как Джейкоб становится настоящей звездой в социальных сетях, он подписывает контракт с T3 Music Group и выпускает свой дебютный сингл Sweatshirt 3 мая 2016 года. Пиковой позицией для трека стала 90 и 81 строчка в американском и канадском отделениях Billboard Hot 100 соответственно. Впервые с этой песней он выступил 7 мая в Балтиморе, во время тура 'Magcon', где фанаты могли встретиться со своими кумирами и посмотреть их выступления. В это же время журнал Business Insider прогнозирует, что Сарториус 'с легкостью может стать новым Джастином Бибером'.
Спустя некоторое время после выступления Джейкоб выпускает два новых сингла — All My Friends и Hit or Miss, второй из которых добирается до 72 строчки в национальном чарте Соединенных Штатов. На данный момент данная песня имеет самые высокие пиковые позиции в его карьере. В 2016 году Джейкоб отправляется в сольный мини-тур под названием All My Friends Tour, во время которого сумел посетить 6 городов.

### The Last Text, RCA Records и Left Me Hangin' (2017 — настоящее)
Через 3 месяца Сарториус анонсирует The Last Text Wourld Tour в поддержку своего предстоящего мини-альбома с одноименным названием, во время которого он планирует посетить 7 стран в следующем году. Второй мини-альбом исполнителя вышел 20 января 2017 года.
В середине 2017 года, 6 октября, Джейкоб подписывает новый контракт, но уже с RCA Records, выпуская на нём второй мини-альбом Left Me Hangin'. 1 декабря 2017 года выходит его новогодняя песня Cozy.
В марте 2018 года Сарториус принимает участие в протесте March for Our Lives в Лос-Анджелесе.
1 ноября 2018 года выходит третий неанонсированный мини-альбом Джейкоба под названием Better With You, которому не удаётся войти в какой-либо альбомный чарт.

## Дискография

### Мини-альбомы
| Название        | Детали релиза                                                                        | Пиковые позиции в различных чартах | Пиковые позиции в различных чартах | Пиковые позиции в различных чартах | Пиковые позиции в различных чартах | Пиковые позиции в различных чартах | Пиковые позиции в различных чартах |
| Название        | Детали релиза                                                                        | US                                 | CAN                                | NZ                                 | IRL                                | AUS                                | SCO                                |
| --------------- | ------------------------------------------------------------------------------------ | ---------------------------------- | ---------------------------------- | ---------------------------------- | ---------------------------------- | ---------------------------------- | ---------------------------------- |
| The Last Text   | - Выпущен: 20 января 2017 года - Лейбл: T3 Music Group - Формат: цифровое скачивание | 32                                 | 33                                 | 4                                  | 61                                 | 49                                 | 54                                 |
| Left Me Hangin' | - Выпущен: 6 октября 2017 года - Лейбл: RCA Records - Формат: цифровое скачивание    | —                                  | —                                  | —                                  | —                                  | —                                  | —                                  |
| Better with You | - Выпущен: 1 ноября 2018 года - Лейбл: RCA Records - Формат: цифровое скачивание     | —                                  | —                                  | —                                  | —                                  | —                                  | —                                  |

Треклист:

1. Last Text

2. By Your Side

3. Bingo

4. Love Me Back

5. Jordans

6. All My Friends

7. Hit or Miss

8. Sweatshirt (Remix)
Треклист:

1. Skateboard

2. Selfish

3. Hit Me Back (featuring blackbear)

4. Chapstick

5. Nothin' With You

6. No Music
Треклист:

1. Better With You

2. Hooked on a Feeling

3. We're Not Friends

4. Up with It

5. Said No One Ever

6. Curfew

7. Problems

### Синглы
| Название                            | Год  | Пиковые позиции в различных чартах | Пиковые позиции в различных чартах | Сертификации   | Мини-альбом        |
| Название                            | Год  | US                                 | CAN                                | Сертификации   | Мини-альбом        |
| ----------------------------------- | ---- | ---------------------------------- | ---------------------------------- | -------------- | ------------------ |
| Sweatshirt                          | 2016 | 90                                 | 81                                 | - RIAA: Золото | The Last Text      |
| Hit or Miss                         | 2016 | 72                                 | 76                                 |                | The Last Text      |
| All My Friends                      | 2016 | —                                  | —                                  |                | The Last Text      |
| Last Text                           | 2016 | —                                  | —                                  |                | The Last Text      |
| Bingo                               | 2017 | —                                  | —                                  |                | The Last Text      |
| Hit Me Back (совместно с Blackbear) | 2017 | —                                  | —                                  |                | Left Me Hangin'    |
| Skateboard                          | 2017 | —                                  | —                                  |                | Left Me Hangin'    |
| Chapstick                           | 2017 | —                                  | —                                  |                | Left Me Hangin'    |
| Cozy                                | 2017 | —                                  | —                                  |                | Внеальбомный сингл |
| Up With It                          | 2018 | —                                  | —                                  |                | Better With You    |
| Better With You                     | 2018 | —                                  | —                                  |                | Better With You    |

'—' означает, что мини-альбом или сингл не попал в чарт.

## Награды и номинации
| Год  | Премия                    | Номинация                                  | Номинирован | Результат |
| ---- | ------------------------- | ------------------------------------------ | ----------- | --------- |
| 2016 | Teen Choice Awards        | Предпочитаемый исполнитель                 | Он сам      | Номинация |
| 2017 | iHeart Radio Music Awards | Звезда социальных сетей                    | Он сам      | Номинация |
| 2017 | Kids' Choice Awards       | Любимый популярный музыкальный исполнитель | Он сам      | Номинация |
| 2017 | Radio Disney Music Awards | Любимая интернет-звезда                    | Он сам      | Номинация |
| 2017 | Shorty Awards             | Музыкальный исполнитель года               | Он сам      | Номинация |
| 2017 | Teen Choice Awards        | Предпочитаемый исполнитель                 | Он сам      | Номинация |

## Туры

### В качестве хедлайнера
- All My Friends Tour (2016)
- The Last Text Wourld Tour (2017)
- The Left Me Hangin' Tour (2017)

### Выступление на разогреве
- The Vamps — Night & Day Tour (2018)